# Elisabeth Straka
Elisabeth Straka (* 29. August 1999 in Mödling, Niederösterreich) ist eine österreichische Bogenschützin, Heeressportlerin und mehrfache Staatsmeisterin.

## Karriere
Elisabeth Straka stammt aus einer Musikerfamilie, wuchs in Edlitz auf, lernte Querflöte und Klarinette und besuchte die Musik-Oberstufe. In Wien studierte sie Japanologie, das Studium schloss sie als Bachelor ab.
Bei einem Auslandsjahr in der siebenten Klasse in Japan kam sie über ein Freifach erstmals mit dem Bogenschießen in Kontakt. Ihre Vereinslaufbahn begann sie beim Olympic Bogenclub Gloggnitz, später wechselte sie zum BSC Fischamend und holte mehrere Staatsmeistertitel. Seit 2019 lebt sie als Heeressportlerin vom Bogensport.
Bei den Europaspielen 2019 in Minsk nahm sie im Einzelbewerb sowie gemeinsam mit Andreas Gstöttner im Mixed-Recurve-Team-Bewerb teil.  Bei den Europaspielen 2023 in Polen erreichte sie gemeinsam mit Andreas Gstöttner im Teambewerb  Rang neun.
Im Mai 2024 qualifizierte sie sich für die Teilnahme an den Olympischen Sommerspielen 2024 in Paris mit einem Turniersieg beim European Continental Qualifier in Essen im Finale über die Estin Reena Pärnat. Nach Ursula Valenta (1984 in Los Angeles) und Laurence Baldauff (2016 in Rio de Janeiro) ist sie die dritte Österreicherin, die sich in ihrer Sportart für Olympische Spiele qualifizierte. Für die Olympischen Spiele trainierte sie in der österreichischen Gemeinde Lichtenwörth, in der Platzierungsrunde belegte sie mit 667 Punkten Platz zehn.